# 紐幾內亞犬吻蝠
新幾內亞犬吻蝠（學名：Austronomus kuboriensis），又稱新幾內亞獒頭蝠，是一種棲息在巴布亞新幾內亞欽布省高地的犬吻蝠科蝙蝠。